# Sassenberg
Sassenberg (plattdeutsch Sassenbiärg) ist eine kreisangehörige Stadt im Nordosten des Kreises Warendorf im Regierungsbezirk Münster in Nordrhein-Westfalen.

## Geografie
Die Stadt Sassenberg liegt sechs Kilometer nordöstlich der Kreisstadt Warendorf an der Hessel. Hier schneiden sich die Bundesstraßen 475, 476 und 513. In ihrer jetzigen Ausdehnung besteht sie seit der kommunalen Neugliederung im Jahre 1969.

## Gemeindegliederung

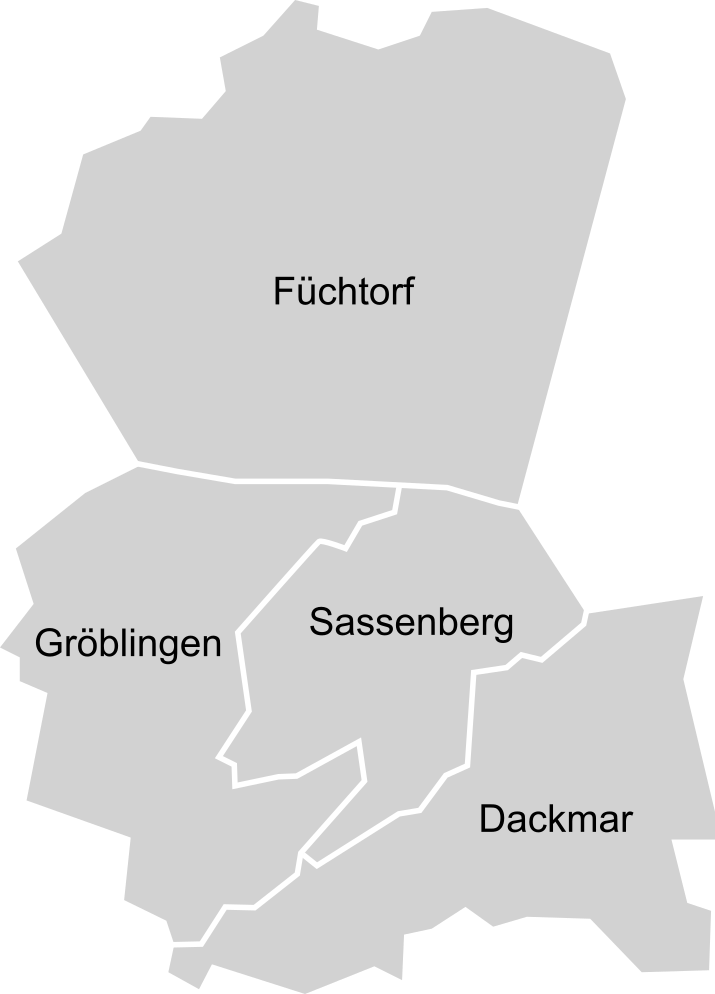
Ortsteile von Sassenberg

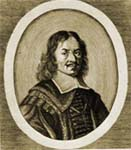
Fürstbischof Christoph Bernhard von Galen

Sassenberg besteht aus der Kernstadt Sassenberg sowie den Ortsteilen Füchtorf, Dackmar und Gröblingen.

## Geschichte
Die alte Titularstadt Sassenberg war in der 2. Hälfte des 17. Jahrhunderts Residenzstadt der Fürstbischöfe von Münster, bevor sie 1803 Bestandteil des Königreichs Preußen wurde.
Im Zuge der beginnenden Industrialisierung wurde durch die Gründung einer Kammgarnspinnerei und Färberei im Jahre 1858 ein neuer wirtschaftlicher Aufschwung eingeleitet.
In der jüngeren Vergangenheit führte die Ansiedlung neuer Gewerbebetriebe zu weiterer wirtschaftlicher Entwicklung. Mit der Verbesserung der infrastrukturellen Voraussetzungen verfolgt die Stadt auch weiterhin das Ziel der Ansiedelung neuer Gewerbebetriebe.
Am 1. Juli 1969 wurden die Gemeinden Dackmar, Füchtorf und Gröblingen eingegliedert.
Das Archiv der Stadt Sassenberg liegt seit 1977 im Kreiszentralarchiv Warendorf.

## Politik

### Stadtrat
Der Rat der Stadt Sassenberg setzt sich seit 2014 wie folgt zusammen:
| Partei/Liste | CDU | FWG | SPD | GRÜNE | FDP | Gesamt |
| Sitze 2020   | 12  | 7   | 3   | 4     | 4   | 30     |
| Sitze 2014   | 13  | 5   | 5   | 2     | 1   | 26     |

- SPD: 3
- Grüne: 4
- FWG: 7
- CDU: 12
- FDP: 4

### Bürgermeister
- 1984–1999 August Budde (CDU)[5]
- 1999–2002 Heinrich Schwienheer (CDU)[6]
- seit 2002 Josef Uphoff (CDU)

### Gemeindepartnerschaften
Partnergemeinden von Sassenberg sind seit 1991 Löcknitz und Plöwen in Mecklenburg-Vorpommern. Der Freundschaftsvertrag mit den Gemeinden des Amtes Löcknitz wurde feierlich am 5. Oktober 1991 unterzeichnet. Die jeweiligen Vereine, sonstigen Einrichtungen und Institutionen aber auch private Beziehungen haben durch vielfältige Aktivitäten zum Ausbau und zur Vertiefung dieser Städtefreundschaft beigetragen.

### Wappen
Das Wappen wurde der alten Gemeinde am 16. Januar 1939 verliehen und am 16. Dezember 1969 zur Weiterführung genehmigt.
Es zeigt in Rot drei aufgerichtete goldene Kurzschwerter über einem goldenen Dreiberg im Schildfuß. Die Kurzschwerter (Sassen = Sax und der Dreiberg) sind als redende Symbole für den Ortsnamen in das Wappen aufgenommen.

## Sehenswürdigkeiten

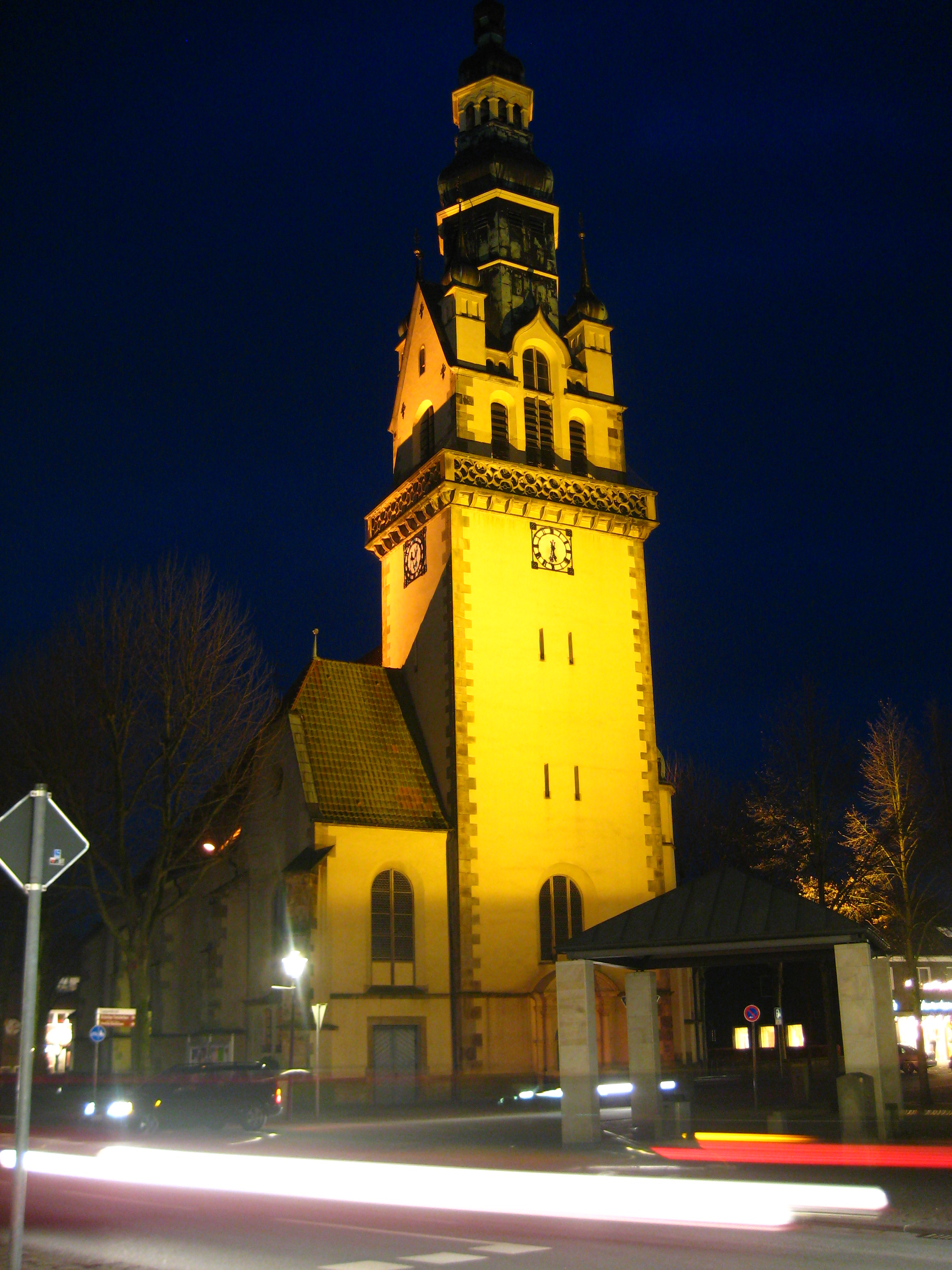
Pfarrkirche St. Johannes Evangelist

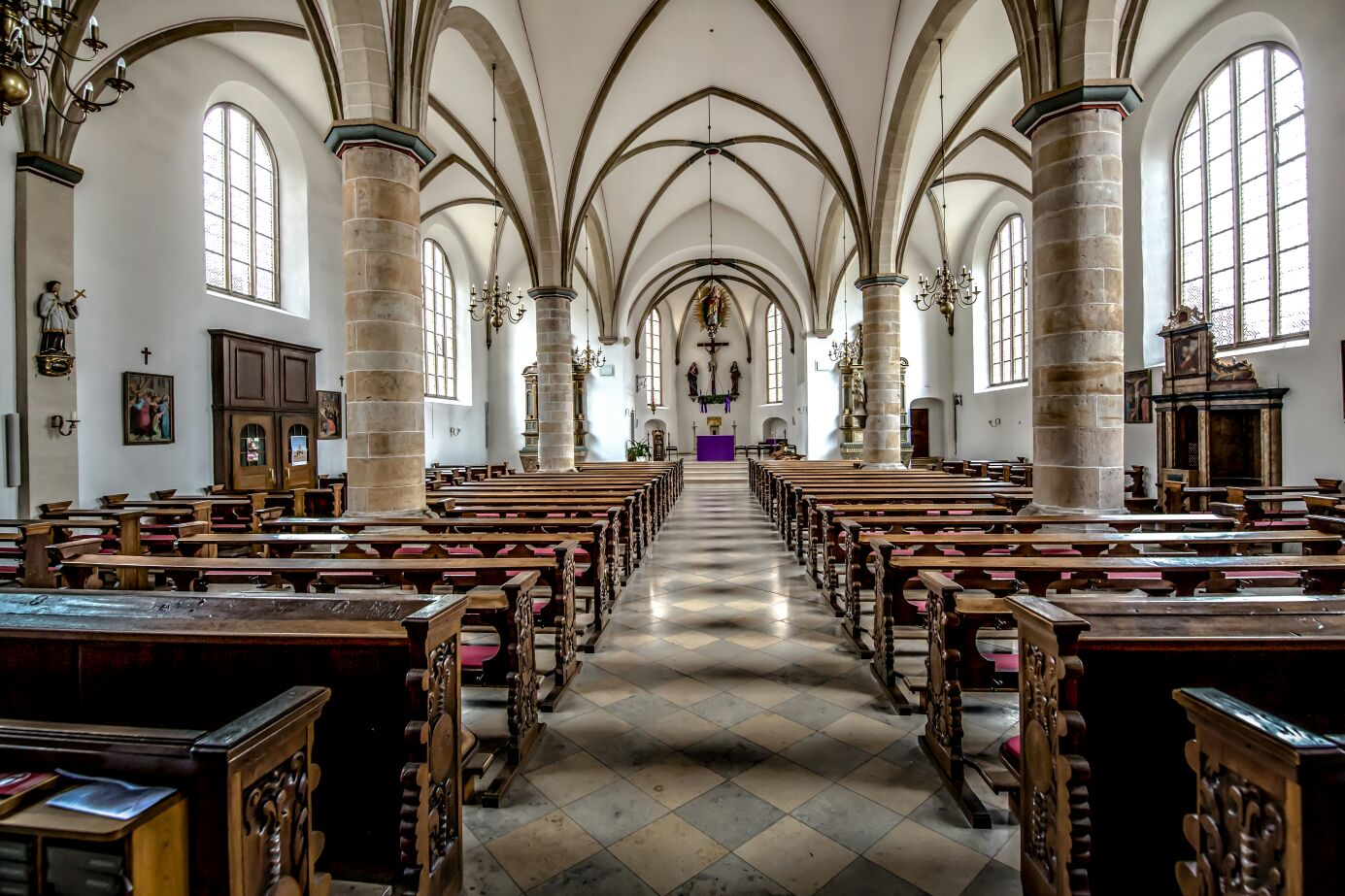
Innenbereich der Pfarrkirche St. Johannes

- Pfarrkirche St. Johannes Evangelist. Die Kirche wurde von 1678 unter Fürstbischof Christoph Bernhard von Galen erbaut. Es handelt sich um eine einfache Hallenkirche aus verputztem Backstein in gotisierenden Formen. Der ehemals nur mit einem Dachreiter versehene Bau erhielt 1913/14 einen neuen Turm und zwei seitliche Anbauten. Zur barocken Ausstattung gehören zwei Seitenaltäre aus der 2. Hälfte des 17. Jahrhunderts. Am 22. Juni 2008 wurde die neue Orgel in der Pfarrkirche St. Johannes Ev. feierlich geweiht (gebaut von der Fa. Hermann Eule Orgelbau, Bautzen).
- Haus Schücking, Von-Galen-Straße 4. Der kleine eingeschossige Backsteinbau mit Walmdach wurde 1754 für den bischöflichen Kanzler Engelbert Schücking erbaut. Die Pläne entwarf der bedeutende westfälische Barockbaumeister Johann Conrad Schlaun. Das Haus wurde 1882 verändert.
- Fürstliche Mühle (Begegnungsstätte). Der ursprünglich eingeschossige Bruchsteinbau von 1578 wurde 1865 und 1948 durch zwei weitere Geschosse erhöht.
- Die ehemalige Landesburg Sassenberg wurde 1305 erstmals urkundlich erwähnt. Bereits seit dem Ende des 18. Jahrhunderts wurde die Hauptburg  abgetragen. Von der ab 1698 durch Bischof Friedrich Christian von Plettenberg neu errichteten Vorburg blieben nur geringe Reste erhalten, die im 19. Jahrhundert in ein Spinnereigebäude (heute Firma Gebrasa) einbezogen wurden. Sie sind dort noch heute sichtbar.
- Lappenbrink 4. Das stattliche, unweit der Kirche gelegene Fachwerkhaus entstand wohl gegen Ende des 17. Jahrhunderts.
- Altes Zollhaus, Schürenstraße 6. Der giebelständige Fachwerkbau wurde 1734 als Bürgerhaus erbaut.[8] Im 19. Jahrhundert wurde das einstige Dielenhaus zu einem Flurhaus umgebaut und später um Anbauten erweitert. Das Innere enthält noch eine barocke Stuckdecke, die man auch als Kölner Decke bezeichnet. Das Haus wird zurzeit von dem Verein „Stadtprojekt Sassenberg“ restauriert und soll später einmal Ausstellungszwecken dienen.
- Doppelschlossanlage Harkotten im Stadtteil Füchtorf
- Früher gab es das Motorradmuseum im Campingpark Heidewald. Es lässt sich bis 2004 zurückverfolgen.[9] Es stellte hauptsächlich Motorräder, aber auch ein paar alte Autos aus. Nach 2014 wurde es auf der Internetseite nicht mehr genannt.[10]

## Religion
- In der Stadt befinden sich zwei katholische Kirchen (St. Johannes Ev., Sassenberg und St. Mariä Himmelfahrt, Füchtorf), eine evangelische Kirche (Gnadenkirche) sowie eine Baptistenkirche.

## Wirtschaft und Infrastruktur

### Wirtschaft

Technotrans Haupteingang in Sassenberg

In Sassenberg und Füchtorf ansässig sind u. a. folgende Unternehmen:
- Westfälische Fleischwarenfabrik Stockmeyer GmbH & Co. KG; Tochter der heristo AG, Füchtorf
- BauschLinnemann GmbH (Möbeloberflächen), Tochter der Surteco SE
- Technotrans SE (Druckmaschinen-Zulieferer und Softwarelieferant für Dokumentenmanagement)
- LMC Caravan GmbH & Co. KG (Wohnwagen und -mobile;Tochter der Hymer AG)
- Pacovis Food Solutions GmbH, Standorte in Sassenberg und Füchtorf
- Scheffer, Metallbautechnik GmbH (Aluminium- und Stahl-Glasfassaden)
- Campingpark Münsterland Eichenhof GmbH (Tourismus)

### Landwirtschaft
Im Stadtteil Füchtorf dominiert der Spargel-Anbau. In der Interessengemeinschaft Füchtorfer Spargelanbauer sind 15 Höfe organisiert.

### Soziale Einrichtungen
In Sassenberg befindet sich das Altenzentrum St. Josef Sassenberg.

### Verkehr
Sassenberg ist Knotenpunkt der Bundesstraßen 475, 476 und 513. Die B 475 ist im Bereich der Stadtmitte und dem Ortsteil Füchtorf als Umgehungsstraße ausgebaut. 
Planungen, die B 476 als Umgehungsstraße nördlich des Naherholungsgebiets Feldmark zu führen, um den Durchgangsverkehr zu reduzieren, wurden vorerst verworfen.
Die Anbindung Sassenbergs an den Öffentlichen Personennahverkehr beschränkt sich auf eine (an Werktagen) vertaktete Buslinie in die Kreisstadt Warendorf (Westfalenbus GmbH); über die Kreisgrenze verkehren einzelne Fahrten im Schülerverkehr nach Glandorf, Versmold und Harsewinkel. Die Oberzentren Bielefeld und Osnabrück sind somit nur umwegig zu erreichen: nach Osnabrück via Warendorf und Münster, nach Bielefeld via Warendorf mit der RB 67 (Warendorfer Bahn).
Durch Sassenberg führen drei Radwanderwege: Die 100-Schlösser-Route, der Radweg Historische Stadtkerne und die Grenzgängerroute Teuto-Ems.

## Erholungsgebiet Feldmark
Das Erholungsgebiet Feldmark befindet sich nordöstlich von Sassenberg und hat eine Größe von insgesamt 114 ha. Im Zentrum des Erholungsgebietes liegt der Feldmarksee. Dieser hat eine Wasserfläche von rund 13 ha und verfügt über eine Vogelschutzinsel. In den Sommermonaten ist ein Teil des Sees als bewachte Badezone abgetrennt. Am See können Tretboote ausgeliehen werden. Rund um den See findet am ersten August-Wochenende der Sassenberger Feldmark-Triathlon statt.

## Sonstiges

### Regelmäßige Veranstaltungen
- Februar:        Männer-/Frauen-/Jugend-/Kinderkarneval
- März:           Schachblumenmarkt
- Ende April:     Eröffnung der Spargelsaison und erster Lauf zur deutschen Meisterschaft im Tractor-Pulling im Ortsteil Füchtorf
- Ende Mai:       Schützenfest in Füchtorf, Pfingstmusikschau
- Juli:           Schützenfest
- August:  Feldmarktriathlon
- Ende Oktober:   Oktoberfest
- Anfang November: Allerheiligenmarkt mit Kindertrödelmarkt
- 5. Dezember:     Der Nikolaus kommt über die Hessel zur Grundschule
- Dezember:       Winterschützenfest

### Besonderes
Im Naturschutzgebiet Schachblumenwiesen kommt die in Deutschland sehr seltene und naturgeschützte Schachblume (Fritillaria meleagris) vor. Die Schachblumen gedeihen heute größtenteils im nahen Umfeld der durch Sassenberg fließenden Hessel.

## Persönlichkeiten
Folgende Persönlichkeiten haben bzw. hatten ihren Wohnsitz in Sassenberg bzw. Füchtorf:
- Hermann von dem Busche (1468–1534), geboren in Sassenberg, Humanist
- Anna zur Steinhorst († 1619), geboren in Füchtorf, wurde in Münster Opfer der Hexenprozesse
- Goswin Kaspar von Ketteler zu Harkotten (1658–1719), geboren in Füchtorf, Vertreter der Münsterschen Ritterschaft im Landtag des Hochstifts Münster
- Clemens August Anton von Ketteler zu Harkotten (1751–1815), geboren in Füchtorf, Domherr zu Münster
- Anna Franziska von Ketteler (1755–1835), geboren auf Schloss Harkotten bei Sassenberg, letzte Äbtissin des freiweltlichen Damenstifts Freckenhorst
- Wilderich von Ketteler (1809–1873), geboren auf Schloss Harkotten bei Sassenberg, Gutsherr und Politiker
- Levin Schücking (1814–1883), geboren in Meppen, deutscher Schriftsteller, enger Vertrauter und Herausgeber von Annette-von-Droste-Hülshoff
- Louise von Gall (1815–1855), geboren in Darmstadt, verheiratet mit Levin Schücking, Schriftstellerin
- Joseph Uphues (1850–1911), geboren in Sassenberg, Bildhauer
- August Freiherr von Korff (1880–1959), geboren in Füchtorf, Landrat im Kreis Warendorf
- Josef Picker (1895–1984), geboren in Füchtorf, Bildhauer
- Heinrich Kemper (1902–1969), geboren in Füchtorf, Zoologe
- Luigi Colani (1928–2019), geboren in Berlin, Designer
- Klemens Wesselkock (* 1935), geboren in Füchtorf, Wirtschaftswissenschafter, Ministerialdirektor und Vorstandsvorsitzender der Hamburg-Mannheimer Vers.-AG
- Hanjo Lucassen (* 1944), geboren in Sassenberg, Politiker (SPD), Mitglied des Sächsischen Landtages
- Jürgen Kuzniacki (* 1959), geboren in Sassenberg, Fußballspieler und -trainer
- Monica Theodorescu (* 1963), geboren in Halle (Westf.), Dressurreiterin
- Tabea Rößner (* 1966), geboren in Sassenberg, Politikerin (Bündnis 90/Die Grünen), MdB, Journalistin
- Christoph Vogelsang (* 1985), geboren in Sassenberg, Pokerspieler